# Capranica Prenestina
Capranica Prenestina település Olaszországban, Lazio régióban, Róma megyében. Lakosainak száma 306 fő (2023. január 1.). Capranica Prenestina Casape, Castel San Pietro Romano, Ciciliano, Genazzano, Pisoniano, Poli, Rocca di Cave, San Gregorio da Sassola és San Vito Romano községekkel határos.

## Népesség
A település népességének változása:
| Lakosok száma | 351  | 332  | 306  |
|               | 2017 | 2018 | 2023 |